# 340 mm Mle 1912 B
Il Matériel de 340 mm Modèle 1912 sur affût à berceau o a plate-forme (abbreviato in 340 mm Mle 1912 B) era un cannone ferroviario francese della prima e seconda guerra mondiale, di origine navale. Dopo la resa della Francia nel 1940 pezzi preda bellica furono immessi in servizio dallo Heer e dal Regio Esercito.

## Storia
Il cannone 340 mm Mle 1912 proveniva dal programma delle nuove navi da battaglia classe Normandie, le prime dreadnought francesi, che dovevano ricevere ognuna tre torrette quadruple da 340 mm, in sostituzione del vecchio 305 mm Mle 1906. L'inizio della Grande Guerra interruppe la realizzazione delle Normandie. Dodici pezzi destinati ad una di queste corazzate furono modificati in cannoni ferroviari, in due allestimenti diversi di 6 cannoni ciascutono:
- Matériel de 340 mm Modèle 1912 à berceau su culla brandeggiabile;
- Matériel de 340 mm Modèle 1912 à glissement[2] su affusto rigido rinculante sulle rotaie, il cui brandeggio era ottenuto su tratti di ferrovia semicircolari[3].

I 6 pezzi su affusto à berceau o Mle 1912 B furono prodotti dalla Saint-Chamond ed impiegati dall'Armée de terre nella prima guerra mondiale. Nel 1940 anche questi pezzi furono mobilitati dall'Artillerie lourde sur voi ferrée ed impiegati in particolare sul fronte italo-francese.
In conseguenza della resa della Francia, come molte altre artiglierie anche i Mle 1912 B furono catturati dai tedeschi, che li ridenominarono 34 cm KW (E) 674(f). La Wehrmacht cedette tre di questi cannoni ferroviari al Regio Esercito italiano, insieme a 12 cannoni da 194 mm TAz Mle. 1870/93 ALVF e 4 da 240 mm TAz Mle. 1884/17 ALVF. Queste armi furono utilizzate dagli italiani come artiglieria per la difesa costiera, alle dipendenze dei corpi d'armata; i pezzi da 340 mm, denominati cannoni da 340/45 Mod. 1912 ALVF furono assegnati in particolare alla difesa costiera di Taranto,

## Tecnica
La canna aveva 102 righe ad andamento destrorso, con inclinazione di 6°. Gli orecchioni della culla, portante la bocca da fuoco ed il sistema di rinculo, erano incavalcati su un affusto a trave, che poggiava su due carrelli ferroviari a 6 assi. Alla messa in batteria i carrelli venivano rimossi e l'affusto a trave poggiava così su piattaforme in legno tramite un perno centrale e quattro stabilizzatori a vite alle estremità. Queste operazioni richiedevano circa 1 ora su una postazione preparata in 3-4 giorni. La preparazione della postazione prevedeva anche lo scavo di una trincea in corrispondenza della culatta per permetterne il rinculo.

## Munizionamento
- Obus explosif en acier modèle 16: granata ad alto esplosivo in acciaio mod. 1916;
- Obus explosif en fonte aciérée modèle 15 à fausse ogive: granata ad alto esplosivo in ghisa mod. 1915, con falsa ogiva in lamiera per migliorarne il profilo aerodinamico;
- Obus explosif tronqué à fausse ogive modèle 17: granata ad alto esplosivo con ogiva troncata mod. 1917;
- Obus explosif en fonte aciérée  modèle 32 à fausse ogive: granata ad alto esplosivo in ghisa mod. 1932 con falsa ogiva[senza fonte].